# Dactylopteryx
Dactylopteryx es un género de insectos mantodeos pertenecientes a la familia Liturgusidae.

## Especies
- Dactylopteryx flexuosa
- Dactylopteryx intermedia
- Dactylopteryx orientalis